# Lijst van Omaanse autosnelwegen

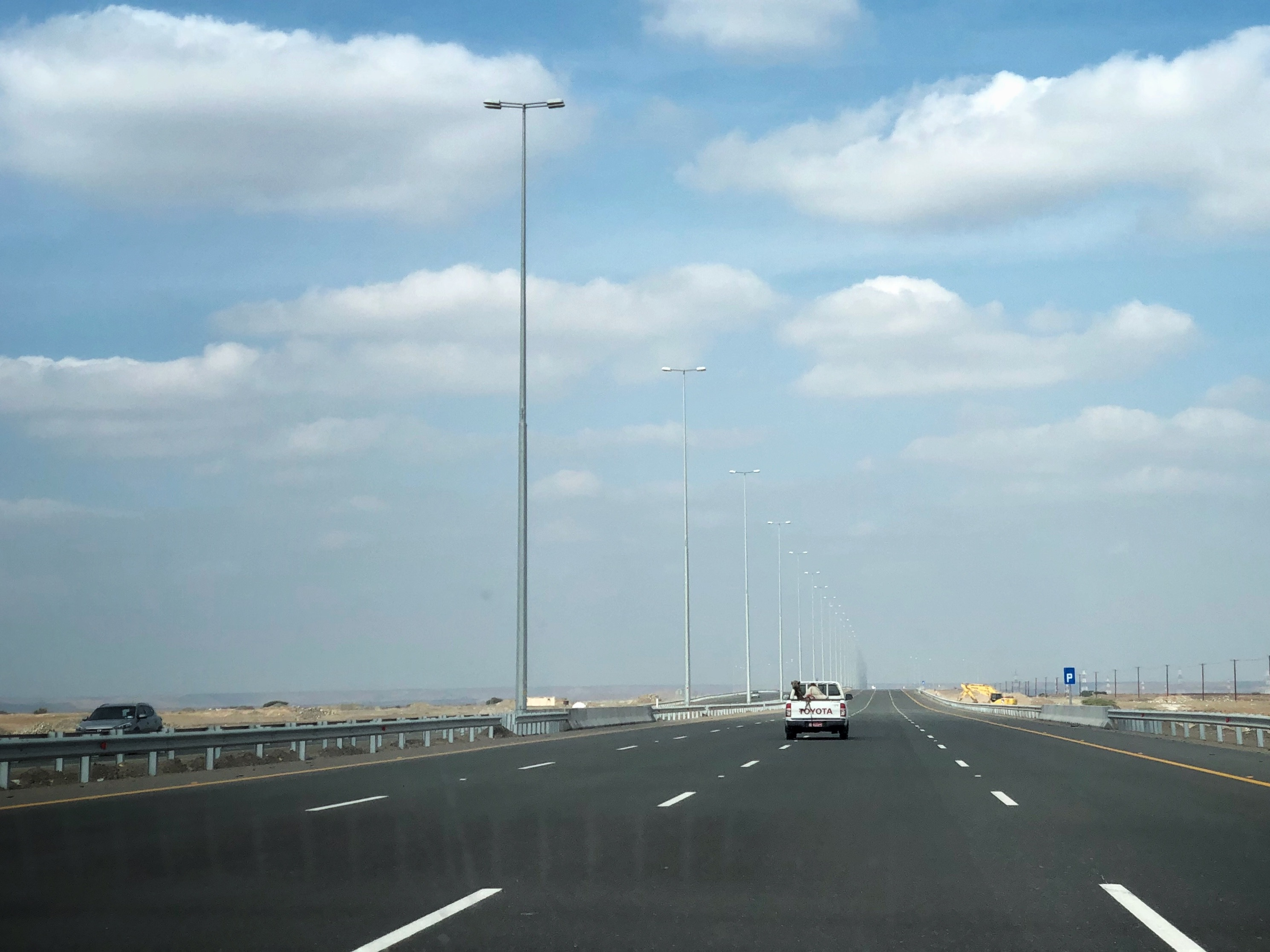
Omaanse autosnelweg

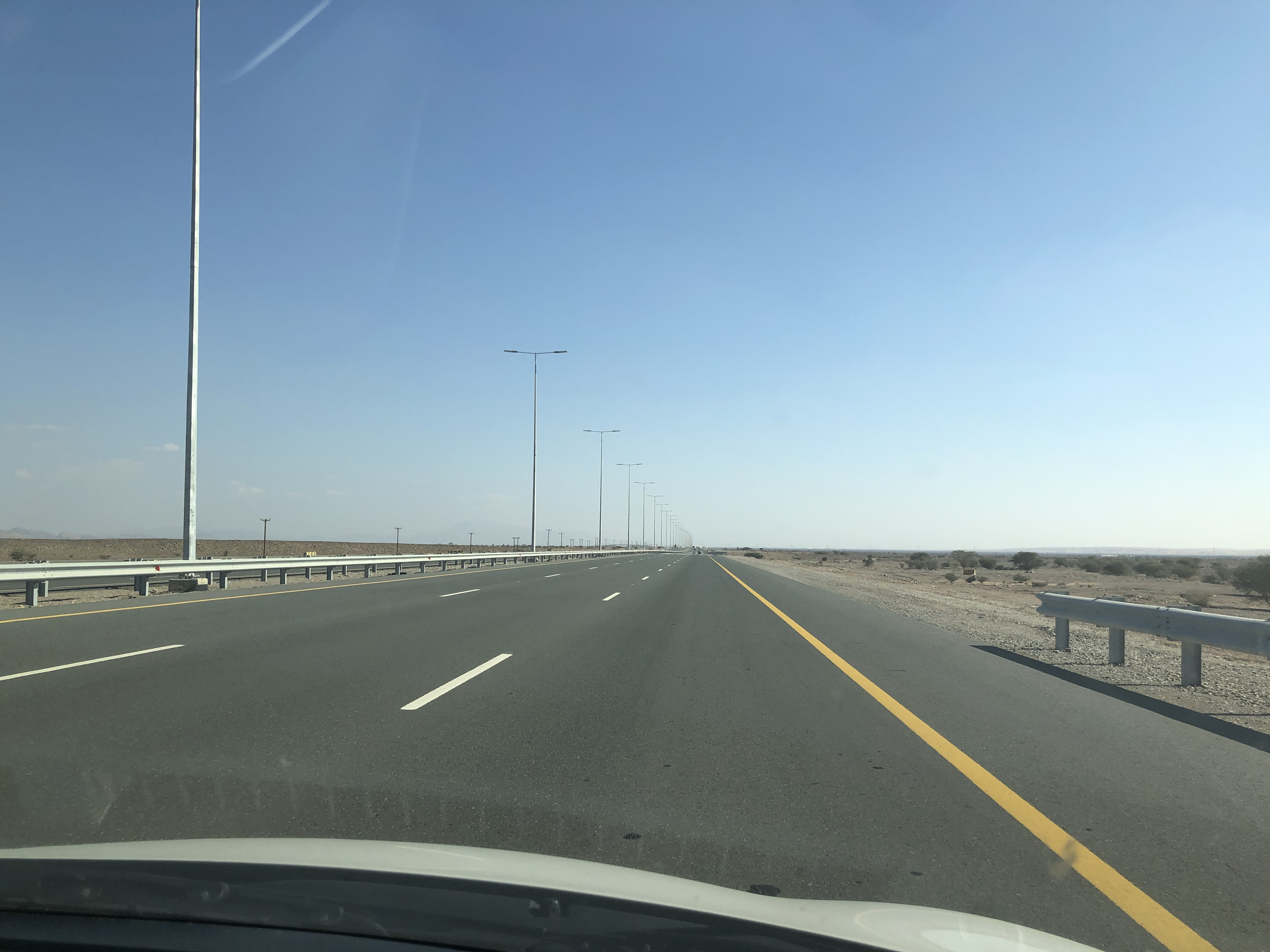
Omaanse autosnelweg

Hieronder volgt een lijst van autosnelwegen in Oman. De autosnelwegen in Oman zijn blauw-wit bewegwijzerd. Verschillende snelwegen maken deel uit van het Internationaal wegennetwerk van de Arabische Mashreq. Onderstaande lijst bevat de hoofdwegen die zijn omgebouwd tot autosnelwegstandaard.
| Nummer of naam                                     | Route                          |
| -------------------------------------------------- | ------------------------------ |
| Al Sharqiyah Expressway (Arabisch: الشرقية السريع) | Bisbid - Sur (248 kilometer)   |
| Al Batinah Expressway (Arabisch: الباطنة السريع)   | Barka - Sginas (270 kilometer) |
| Muscat Expressway                                  | Muscat - Barka (54 kilometer)  |